# Južna prekodonavska
Južna prekodonavska je regija Madžarske, ki ima središče v Pécsu. 
Obsega naslednje županije: Baranja, Šomodska županija in Tolna.
Ima površino 14.169 km², kjer živi 989.000 prebivalcev; povprečna gostota prebivalcev je tako 70 prebivalcev/km².